# 34163 Neyveli
2000 QY27 (asteroide 34163) é um asteroide da cintura principal. Possui uma excentricidade de 0.07547830 e uma inclinação de 3.41503º. Este asteroide foi descoberto no dia 24 de agosto de 2000 por LINEAR em Socorro.